# Jacksonville University
Die Jacksonville University (auch JU genannt) ist eine staatliche Universität in Jacksonville im US-Bundesstaat Florida. Sie wurde 1934 als William J. Porter University gegründet. Seit 1958 trägt sie ihren heutigen Namen.

## Zahlen zu den Studierenden
Im Herbst 2021 waren 4.001 Studierende eingeschrieben (2020: 4.053, 2016: 4.060). Davon strebten 2.652 (66,3 %) ihren ersten Studienabschluss an, sie waren also undergraduates. 1.349 (33,7 %) arbeiteten auf einen weiteren Abschluss hin, sie waren graduates.

## Sport
Die Sportteams der Jacksonville University sind die Dolphins. Die Hochschule ist Mitglied der Atlantic Sun Conference.